# Campo de concentración

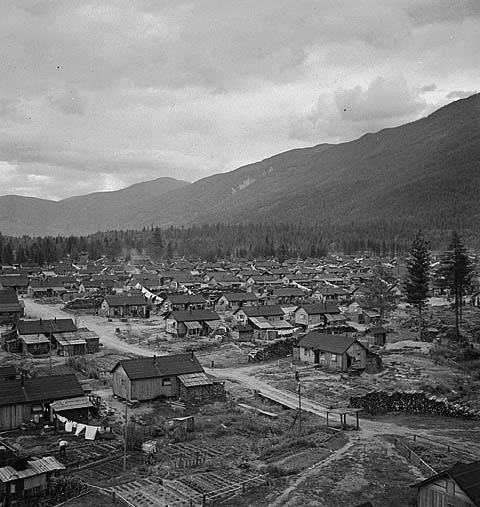
Campo de concentración utilizado para albergar a canadienses de origen japonés durante la Segunda Guerra Mundial en la Columbia Británica.

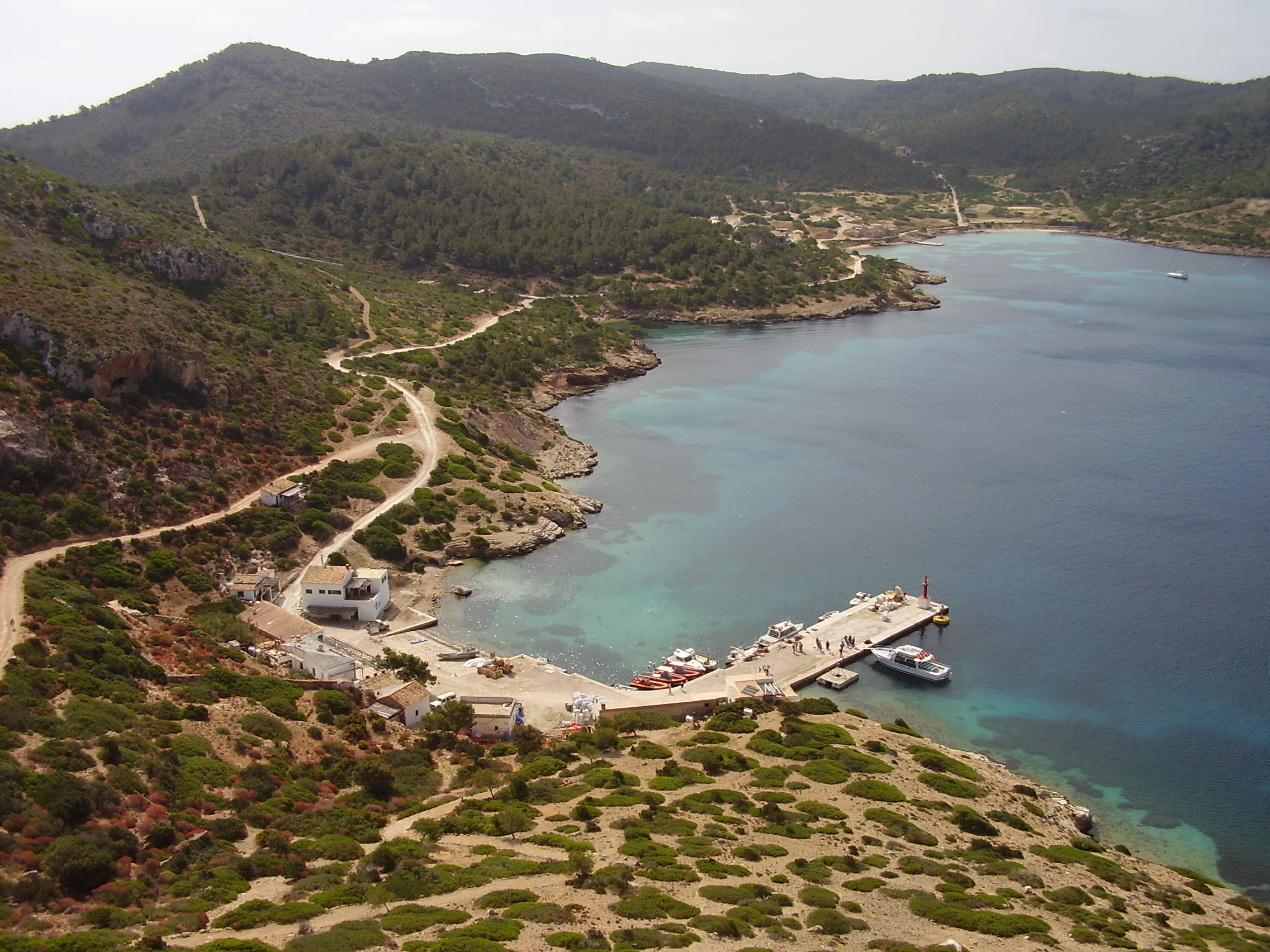
Puerto de la Isla Cabrera (España), donde fueron llevados unos 9000 soldados franceses hechos prisioneros en la invasión francesa de España, y considerada como el primer campo de concentración de la historia.

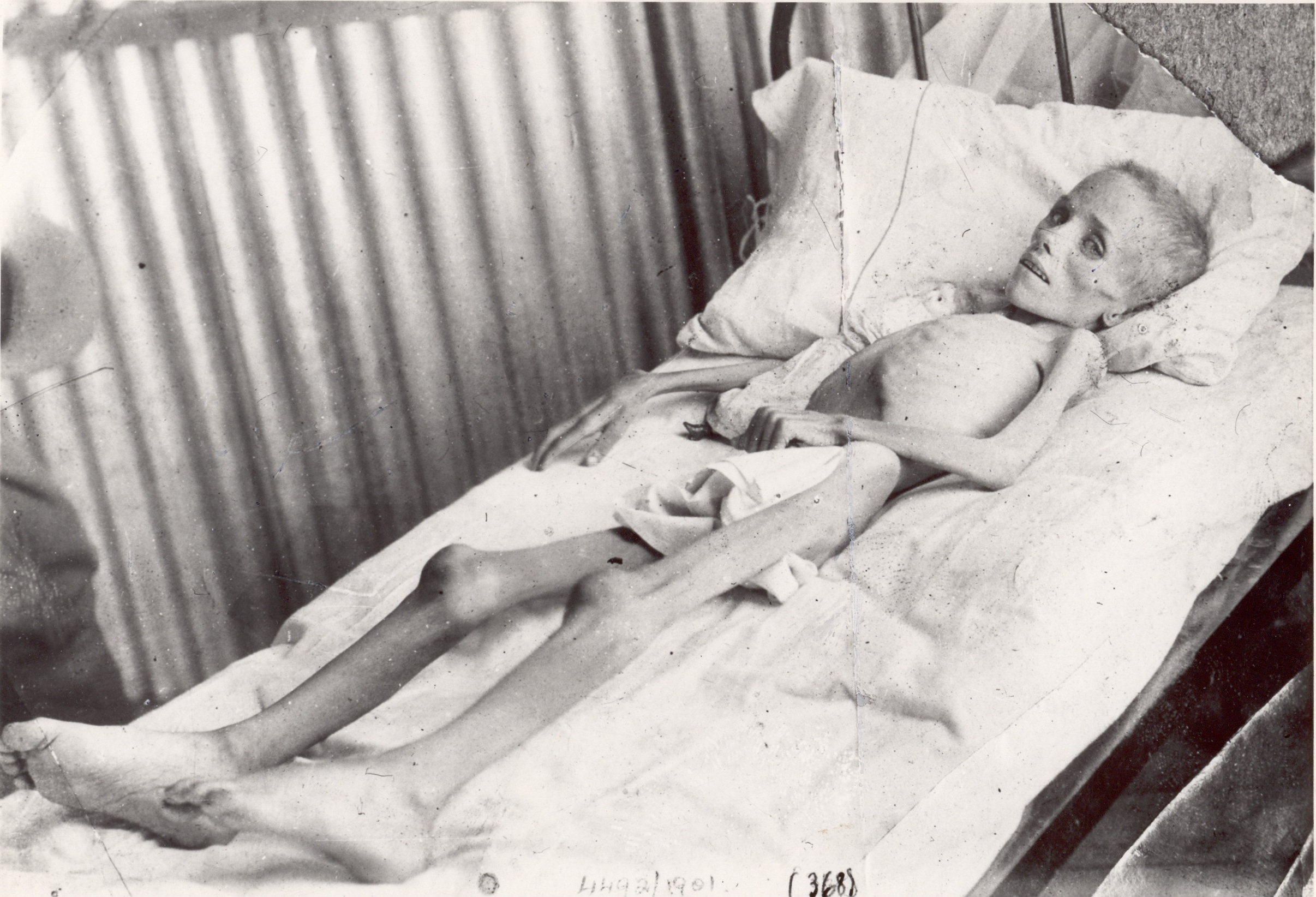
Lizzie van Zyl, bóer muerta en el campo de concentración inglés de Bloemfontein en la segunda guerra bóer.

Un campo de concentración o campo de internamiento es un centro de detención o confinamiento donde se encierra a personas por su pertenencia a un colectivo genérico en lugar de por sus actos individuales, sin juicio previo y sin garantías judiciales, aunque puede existir una cobertura legal integrada en un sistema de represión política. Se suelen emplear campos de concentración para encerrar a opositores políticos, grupos étnicos o religiosos específicos, personas de una determinada orientación sexual, prisioneros de guerra, civiles habitantes de una región en conflicto u otros colectivos.
A diferencia de un campo de prisioneros, que se emplea como centro de detención de militares enemigos en un conflicto, un campo de concentración se usa mayoritariamente para la detención de personas no combatientes, aunque en algunos períodos históricos también se emplearon para encerrar a prisioneros de guerra. Son centros de detención conocidos públicamente, usualmente de gran extensión.
Se considera como variante el campo de trabajo, un campo de concentración donde los reclusos son sometidos a trabajos forzados, frecuentemente en condiciones deplorables.
Debido al maltrato de la población civil durante la Segunda Guerra Mundial, se redactó la Cuarta Convención de Ginebra en 1949, legislando específicamente sobre el trato que deben dar las partes beligerantes en un conflicto a la población civil.

## Historia del término

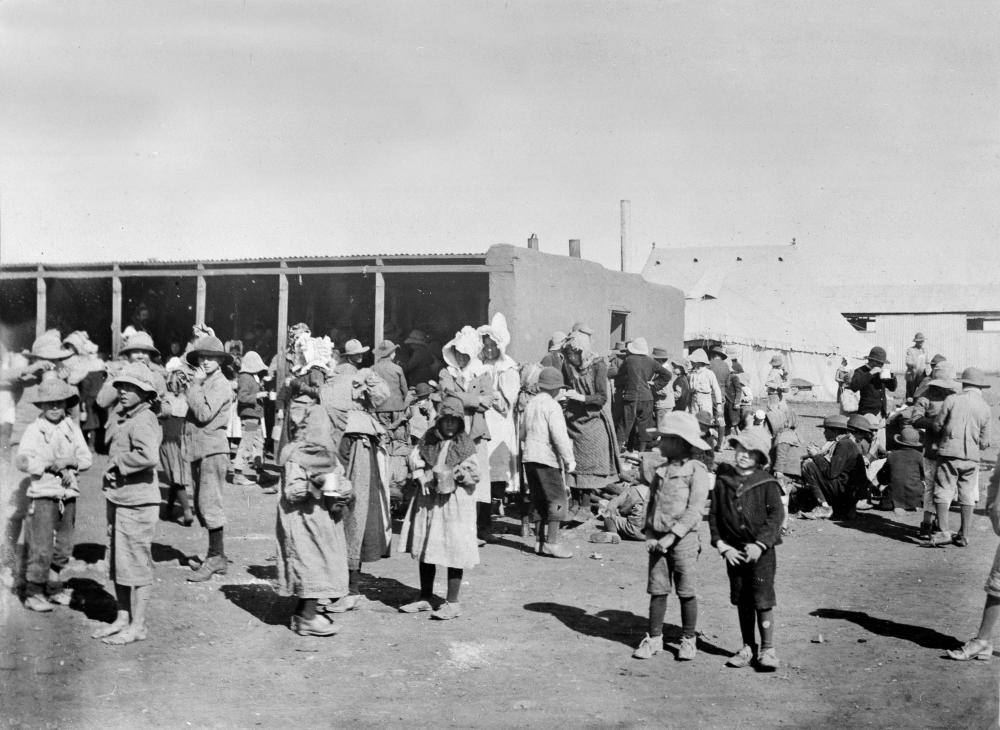
Mujeres y niños Bóeres en un campo de concentración británico hacia 1900, durante las Guerras de los Bóer

Aunque a lo largo de la historia los gobiernos han empleado la deportación de población civil como medio de control de territorios, no es hasta el siglo XVIII cuando se documentan los primeros casos de grupos de civiles no combatientes encerrados en campos. El historiador polaco Władysław Konopczyński ha sugerido que los primeros campos de concentración se crearon en el siglo XVIII durante la Confederación de Bar, cuando los rusos organizaron tres campos de concentración en Polonia-Lituania para los prisioneros rebeldes de Polonia, internados en espera de deportación a Siberia.
El origen moderno del término procede de los campos de reconcentración que construyeron las autoridades españolas en la isla de Cuba durante la Guerra de los Diez Años (1869-1878), imitados posteriormente por los Estados Unidos durante la guerra filipino-estadounidense (1899-1902). La expresión inglesa «concentration camp» se popularizó a raíz de su uso por las autoridades británicas durante la segunda guerra de los Bóer en Sudáfrica, (1899-1902). Así, el objetivo declarado de un campo de concentración es precisamente concentrar a la población de un determinado grupo étnico o región geográfica, con el fin de separar a los combatientes enemigos del apoyo de la población civil, evitando también que pueda rebelarse.

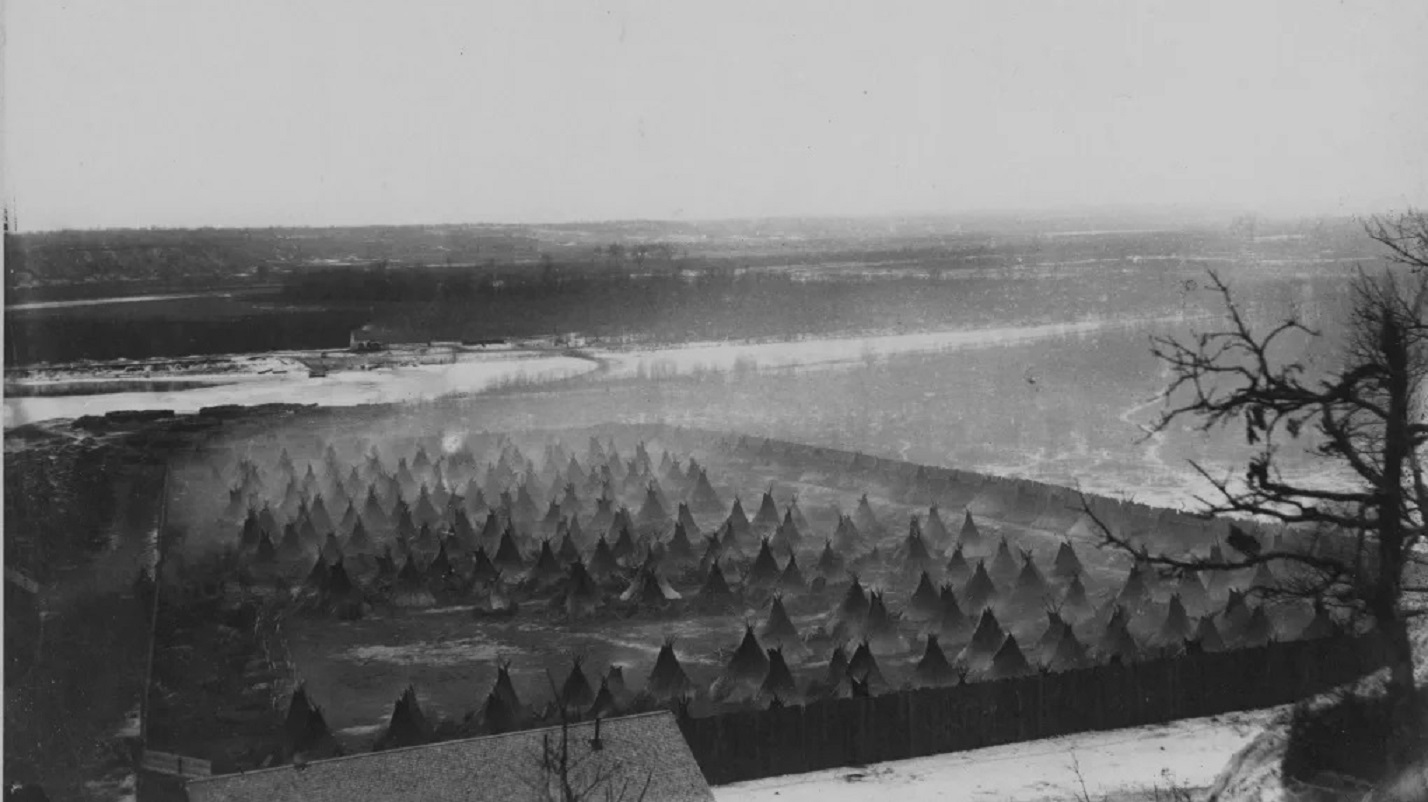
Campo de concentración Indígena en el río Minnesota debajo de Fort Snelling, Minnesota

### Campos de concentración y exterminio de la Alemania nazi

Campos de concentración y exterminio nazis durante la II Guerra Mundial.

Durante el siglo XX el internamiento de civiles por parte de los distintos estados se hizo cada vez más frecuente; su adaptación al continente europeo coincidió con el estallido de la Primera Guerra Mundial, conflicto en el que por primera vez en Europa se confinaba en un mismo espacio a prisioneros de guerra, civiles, trabajadores forzados y refugiados apátridas. Durante el período de entreguerras los campos de concentración se extendieron por Europa como parte de una reacción de los gobiernos autoritarios, que utilizaron el código penal para criminalizar a sus enemigos políticos etiquetándolos como delincuentes «incorregibles» o «irredimibles». El sistema alcanzaría especial importancia en la Unión Soviética, la España franquista y la Alemania nazi.
Este proceso alcanzó su clímax antes y durante la Segunda Guerra Mundial con los Campos de concentración nazis (1933-1945). Se crearon campos de trabajo y de exterminio con el fin de mantener presos y exterminar a judíos, comunistas, anarquistas, socialistas, disidentes políticos, prisioneros de guerra, homosexuales y similares, gitanos, eslavos, representantes eclesiásticos «políticamente activos», testigos de Jehová, criminales comunes, republicanos españoles emigrados, personas con discapacidades y demás colectivos calificados como «inferiores» o «traidores» para el ideario nazi.
El término «campo de concentración» ganó muchas de las connotaciones del campo de exterminio, y es confundido como sinónimo. También ha sido reemplazado por eufemismos como «campo de internamiento» o «de reubicación», con independencia de las circunstancias de cada lugar.
Los más sangrientos fueron Auschwitz-Birkenau, Treblinka, Belzec y Dachau -entre otros 39 campos centros de concentración- donde morían 1000 personas por día.

## Otros campos de concentración

### Argentina
- Durante la autodenominada Conquista del Desierto (Ver Tesis del genocidio)
- Durante la dictadura militar autodenominada Proceso de Reorganización Nacional

### Chile
- Isla Dawson, Región de Magallanes, Patagonia Chilena, usada para recluir a altos funcionarios y autoridades del derrocado gobierno de Salvador Allende Gossens, el 11 de septiembre de 1973.
- Campo de concentración de exsalitrera Chacabuco, 11 de septiembre de 1973.
- Campo de Prisioneros de Pisagua.
- Estadio Nacional de Santiago de Chile, usado como centro de reclusión, tortura y desaparición durante los primeros meses de la dictadura   Militar de Augusto Pinochet.
- Campo de Prisioneros de Ritoque
- Campo de concentración "Tejas Verdes" (San Antonio, región de Valparaíso)
- Campo de concentración "Isla Riesco" (Colliguay, región de Valparaíso)
- Campo de concentración "Melinka" (Puchuncaví, región de Valparaíso)
- Colonia Dignidad
- Villa Grimaldi (Santiago, región Metropolitana)

### China
- En China, el Laogai, red de campos de trabajo, actualmente en funcionamiento.
- Campamentos de reeducación de Xinjiang

### Corea del Norte
En Corea del Norte se encuentran varios campos de concentración cuyas condiciones sanitarias y saludables son criticadas por asociaciones de derechos humanos. En ellos, los internos son objetos de torturas y tratamiento inhumano, y en ocasiones se realizan ejecuciones públicas o secretas en los casos de que alguien pretenda fugarse. Las fuentes indican a que la mortalidad es muy alta a causa de la hambruna, enfermedades, accidentes laborales y/o tortura.

### Colombia
- Campo de concentración de Sabaneta, donde en 1944 fueron trasladados más de 100 alemanes, italianos y japoneses a un hotel en las afueras de Fusagasugá, en Cundinamarca, Colombia a raíz de un ataque realizado por Alemania hacia una embarcación colombiana que transportaba náufragos ingleses.

### Corea del Sur
- A partir de 1975 el gobierno surcoreano ordenó la detención de todas las personas sin hogar de Seúl y su posterior envío a campos de concentración.[16]
- En la actualidad el gobierno surcoreano mantiene campos de reeducación política para los desertores norcoreanos, denominados Hanawon.[17]

### Cuba
- La Reconcentración de Valeriano Weyler durante la guerra de independencia a finales del siglo XIX, citada al inicio del artículo.
- La Unidad Militar de Ayuda a la Producción durante la Revolución cubana.

### España
Más de 700 000 presos políticos fueron utilizados como mano de obra esclava por la dictadura de Francisco Franco, en cerca de 300 campos de concentración, de los cuales algunos se mantuvieron en funcionamiento hasta finales de los años 60. Según el historiador Javier Rodrigo, «buena parte de las políticas de construcción de la posguerra están hechas con la mano de obra forzosa de prisioneros de guerra. Estos prisioneros provienen de campos de concentración que nacen con la lógica de superponer una política de violencia represiva, de transformación y de reeducación, a esta lógica del aniquilamiento y la eliminación directa».
Por otra parte, la Federación Anarquista Ibérica construyó el primer campo en España, en Valmuel.  Iniciada la Guerra Civil, los gobiernos republicanos abrieron campos de trabajo tanto bajo la autoridad de la Dirección General de Prisiones (DGP) como del Servicio de Investigación Militar (SIM).  Según Javier Rodrigo, "los campos republicanos de concentración" incluyeron "Albatera, el Cuartel del Conde Duque en Madrid, Barcelona..."  El SIM inauguró seis campos en Cataluña en 1938. La DGP abrió campos en Alicante, Murcia, Orihuela, Teruel, Almería y Gerona. El ministro de Educación, Segundo Blanco, escribió en 1938: "en estos campos es costumbre disparar a los compañeros del que ha escapado," refiriéndose al fusilamiento de trece prisioneros tras el escape de dos. Juan García Oliver, ministro de Justicia, declaró en 1936 que su prioridad era crear "campos de concentración para rebeldes prisioneros."
Aunque en ocasiones se los identifica con campos de concentración, los campos de trabajo organizados por en las zonas bajo control republicano eran recintos de cumplimiento de penas impuestas por los Tribunales Especiales Populares y por los Jurados de Urgencia, según el decreto de creación de dichos campos. En algunos, como el de Albatera, se invitaba a visitar las instalaciones a periodistas extranjeros y a miembros del Comité Internacional de la Cruz Roja para comprobar las condiciones de internamiento.

### Estados Unidos
Campos para japoneses:
Los campos de concentración para japoneses en Estados Unidos alojaron a unas 120 000 personas, en su mayor parte de etnia japonesa, más de la mitad de las cuales eran ciudadanos estadounidenses y japoneses provenientes de Latinoamérica, principalmente de Brasil y Perú, quienes fueron deportados bajo presión del gobierno estadounidense, en establecimientos diseñados a ese efecto en el interior del país, durante 1942 y 1948.
Campos para inmigrantes irregulares:
Los campos de concentración para niños inmigrantes en Estados Unidos son un conjunto de centros de detención para infantes que ha implementado el gobierno de Donald Trump como medida de contención a la migración ilegal en donde son separados los hijos de inmigrantes que son capturados a su llegada a Estados Unidos de América.
Centros clandestinos de detención de la CIA:
Los centros clandestinos de detención de la CIA (también llamados black sites) son centros de detención o prisiones secretas operadas por la CIA, generalmente ubicados fuera del territorio continental estadounidense y de su jurisdicción, con poca o ninguna vigilancia política o pública. Puede referirse a las instalaciones que son controladas por la CIA en la denominada «guerra contra el terrorismo» para detener a supuestos combatientes enemigos o terroristas. Según el informe del Parlamento europeo de febrero de 2007, el programa de rendición extraordinaria, que puso en marcha los Estados Unidos para apresar a sospechosos de terrorismo, utilizó vuelos de la CIA a través de territorio europeo.

### Francia
- Campos de refugiados de la guerra civil española:
  - Campo de Argelès-sur-Mer
  - Campo de Gurs
  - Campo de Rivesaltes

### Guinea
- Campo de Boiro, durante la presidencia de Sekou Touré.

### Honduras
- Centros de internamiento para ciudadanos salvadoreños establecidos por el gobierno de la dictadura de Oswaldo López Arellano como producto de la guerra de las 100 horas.

### Imperio austrohúngaro
Durante la Primera Guerra Mundial se crearon en el Imperio austrohúngaro, en Terezín y Talerhof los campos de concentración para los rusos y ucranianos del Imperio que simpatizaban con los Estados de la Triple Entente.

### Israel
Durante y después de la guerra árabe-israelí de 1948, Israel creó cinco campos de concentración en los que encerró a miles de civiles palestinos y a soldados árabes de los ejércitos beligerantes. Las autoridades militares israelíes crearon cinco campos de concentración: Ijlil, cerca de Tel Aviv, Atlit, al sur de Haifa, y tres campos más pequeños ubicados en el centro del país. Los campos se construyeron con tiendas de campaña y en algunos casos, como el de Atlit, usaron instalaciones de la policía del Mandato británico de Palestina. Los civiles encerrados en los campos de concentración israelíes fueron sometidos a trabajos forzosos (entre otros, en canteras o en granjas y fábricas de judíos) y algunos denunciaron torturas y ejecuciones extrajudiciales. Algunos de los prisioneros serían posteriormente encerrados en cárceles israelíes hasta 1955 sin haber sido sometidos a ningún tipo de proceso judicial.
El 6 de julio de 2025, el ministro de Defensa de Israel, Israel Katz, anunció que había ordenado la creación de un enorme campo de concentración sobre las ruinas de la ciudad de Rafah. El ejército israelí trasladaría a unos 600.000 palestinos al campo, denominado eufemísticamente «ciudad humanitaria», y los encerraría dentro sin posibilidad de salir de él, a menos que eligiesen exiliarse fuera de la Franja. Michael Sfard, un abogado israelí especializado en derechos humanos, calificó este proyecto de crimen contra la humanidad, mientras que Amos Goldberg, profesor de Historia del Holocausto en la Universidad Hebrea de Jerusalén, afirmó que se trataba de un plan para la limpieza étnica de la Franja y la creación de un campo de concentración para los palestinos antes de ser expulsados definitivamente.

### Italia
Durante el ventenio fascista la Dirección General de Seguridad Pública del régimen de Mussolini, a través de los servicios de confinamiento creados al efecto, obligó al exilio interno y confinamiento de individuos considerados «subversivos» en diversas islas y áreas pobres y montañosas del país. En 1939 se abría la colonia penitenciaria de Pisticci, en la provincia de Matera, como centro destinado a trabajos forzados. Guido Leto, director de la policía política fascista y responsable del aparato represivo de los campos, calificó a Pisticci como «experimento social». Sin embargo, la historiografía reciente ha calificado el de Pisticci como «el primer campo de concentración italiano».
El historiador Carlo Spartaco Capogreco, en su investigación sobre «los campos del Duce», ha revelado cómo Italia se fue transformando desde 1936 en «un inmenso campo de internamiento para civiles italianos y extranjeros». Entre 1938 y 1940 los datos policiales hablan de al menos 4385 personas a recluir —de las que la séptima parte eran de nacionalidad italiana—, mientras que en abril de 1943 estas ascendían a más de 19 100 personas donde ya eran más de 12 000 los italianos pendientes de ser confinados en diversas regiones del centro y sur del país. Las autoridades militares fascistas aplicarían una estrategia similar, pero de forma «todavía más brutal», en Fiume, Eslovenia y Dalmacia.

### México
- Presidio de la isla María Magdalena, campo de concentración creado en 1918 por el gobierno de Sonora para los inmigrantes chinos. Albergó a siete mil personas. Actualmente destruido.
- Campo de concentración en Perote, Veracruz; creado en febrero de 1942 durante la Segunda Guerra Mundial hasta finalizar la guerra en mayo de 1945.[34] Albergó a más de 500 ciudadanos alemanes, italianos, japoneses y de otras nacionalidades. La población de Perote se compuso de los marineros de los barcos de bandera alemana e italiana que habían sido confiscados por el gobierno de Manuel Ávila Camacho en 1941; y por casi una centena de individuos acusados de los delitos de espionaje, propaganda y sabotaje. Por ello, estos individuos fueron considerados un riesgo para la seguridad nacional y del hemisferio.[35]

### Panamá
- Isla Coiba, fue establecida en 1919, durante el gobierno de Belisario Porras cómo una prisión penal. Sin embargo, después del Golpe de Estado del 11 de octubre de 1968, la isla fue convertida en una especie de campo de concentración, dónde llegaron a parar miles de prisioneros políticos que se oponían a la dictadura militar recién instaurada, dónde eran torturados con extrema crueldad. En el peor de los casos eran asesinados o simplemente desaparecidos.

### Rusia
- Sistema Gulag, red de campos de concentración y trabajos forzados en la Unión Soviética.
- Katorga sistema de campos de concentración de la Rusia Imperial.
- Campos de filtración de ucranianos

### Sudáfrica (Reino Unido)
Durante la segunda guerra bóer (1899-1902) librada entre el Imperio británico y los colonos de origen neerlandés (llamados bóeres o afrikáneres) en la actual Sudáfrica (entonces una colonia del imperio británico), unos 116,572 hombres, mujeres y niños bóeres fueron desplazados a campos de concentración, más unos 120,000 africanos negros. Debido a las duras condiciones de los campos, aproximadamente el 25% de los bóeres (27,927 bóeres, de los cuales 22,074 eran niños menores de 16 años) y el 12 % de los africanos presos murieron (14,155, aunque algunos lo elevan hasta los 20.000).

### Venezuela
- Campo de concentración de la Isla Guasina. Usado para recluir opositores políticos durante la dictadura de Marcos Pérez Jiménez.

### Yugoslavia
- Campo de concentración de Jasenovac. Luego del desmembramiento de Yugoslavia tras la invasión nazi, el naciente "Estado Independiente de Croacia", controlado por el partido fascista "Ustasha", diseñó este campo de concentración para el exterminio de la minoría serbia de Bosnia y de judíos.
- Campo de concentración de Goli Otok, en una isla en el mar Adriático. Funcionó durante la presidencia de Tito, en especial en su primera etapa de intensa persecución política.